# Return Point
Return Point är en udde i Antarktis. Den ligger i Sydorkneyöarna. Argentina och Storbritannien gör anspråk på området.
Terrängen inåt land är huvudsakligen kuperad, men åt nordväst är den platt. Havet är nära Return Point åt sydväst. Trakten är obefolkad. Det finns inga samhällen i närheten. 